# Rudy Giuliani
Rudolph William Louis ”Rudy” Giuliani(uttal: /ˈruːdi ˌdʒuːliˈɑːni/), född 28 maj 1944 i Brooklyn i New York, är en amerikansk advokat, affärsman och republikansk politiker. Han var borgmästare i New York åren 1994–2001 och presidentkandidat under republikanernas primärval i presidentvalet 2008.
Giuliani fick internationell uppmärksamhet under och efter 11 september-attackerna 2001 på World Trade Center. Han blev av tidskriften Time utsedd till Årets Person 2001 och samma år tilldelades han Brittiska Imperieorden av Elizabeth II för sin insats.
Trots att han under sin tid som borgmästare drev en starkt konservativ politik i ekonomiska och polisiära frågor, anses han vara en förespråkare för det republikanska partiets liberala flygel. Han har bland annat yttrat sig för statligt bekostande av aborter till kvinnor som saknar sjukförsäkring och stöder homosexuellt partnerskap och stamcellsforskning. Han är även motståndare till dödsstraff utom i mord under grova omständigheter. Fram till 1975 var han aktiv inom det demokratiska partiet och stödde den vänsterinriktade demokraten George McGovern mot Richard Nixon i presidentvalet 1972. 
Utrikespolitiskt är han en stark anhängare av Israel och motståndare till en palestinsk stat, som han har hävdat skulle ”stötta terrorism”. ”Palestinian statehood will have to be earned through sustained good governance, a clear commitment to fighting terrorism, and a willingness to live in peace with Israel.”

## Bakgrund och privatliv
Rudy Giuliani är född och uppvuxen i East Flatbush i Brooklyn i New York, som barnbarn till italienska immigranter. Han studerade vid Manhattan College, där han avlade kandidatexamen (B.A.) med statsvetenskap som huvudområde och filosofi som biområde. Han fortsatte sedan sina studier vid juristprogrammet på New York University. Han avlade juristexamen (J.D.) 1968. Han tog examen med cum laude och tillhörde således de cirka 25 procent betygsmässigt främsta studenterna i sin klass.
Efter juristexamen var han notarie i New York. Efter detta arbetade han växelvis på advokatbyråer och på åklagarmyndigheter. Han har bland annat arbetat på den internationella advokatbyrån White & Case, där han var advokat och delägare (partner). Under Ronald Reagans presidentskap under 1980-talet var Giuliani högt uppsatt inom justitiedepartementet i Washington D.C. Under början av 1990-talet arbetade han som federal åklagare i New York.
Giuliani har varit gift tre gånger och har två barn. Hans första äktenskap var med Regina Peruggi sedan 1968. Paret fick inga barn. De två var sysslingar med varandra, och äktenskapet annullerades år 1983.

## Borgmästare i New York 1994–2001

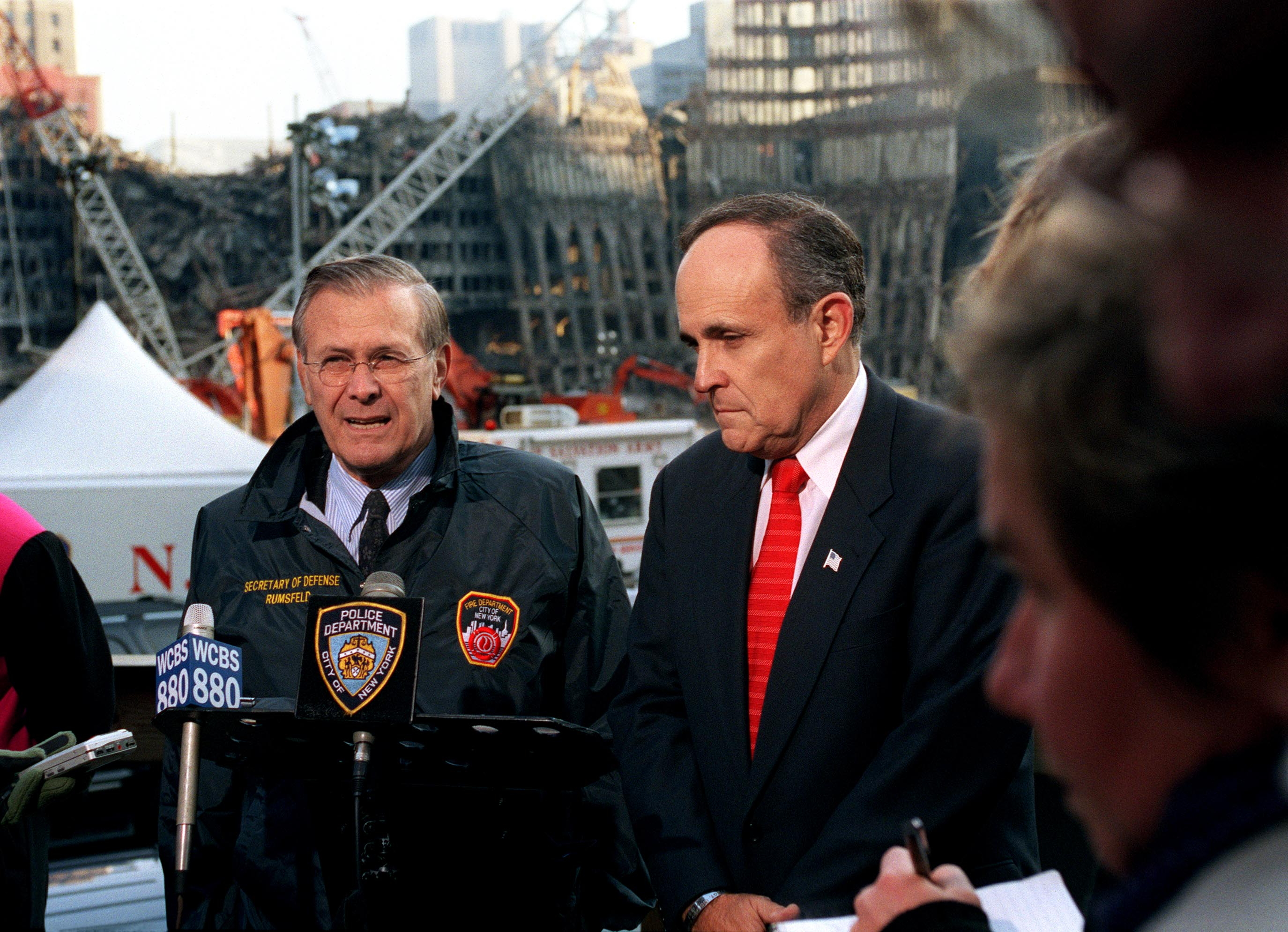
Donald Rumsfeld och Rudy Giuliani efter 11 september-attackerna 2001.

Giuliani valdes till borgmästare i New York den 2 november 1993, och tillträdde posten den 1 januari 1994. Han återvaldes 1997 och satt kvar på posten till den 31 december 2001. Som borgmästare blev han kanske mest känd för sina insatser mot kriminaliteten i New York. Under det som blev känt som "nolltolerans" tog han initiativ till en ökad satsning mot ringa brott, såsom skadegörelse, klotter, tjuvåkning i tunnelbanan och ordningsstörningar. Detta var i linje med den kriminologiska doktrin som säger att vardagsbrott och oordning, även om brotten i sig är mindre allvarliga, leder till ökad kriminalitet och otrygghet. Kriminaliteten minskade kraftigt under Giulianis tid som borgmästare, men det är omstritt i hur hög grad detta hade att göra med Giulianis insatser. Minskningen av brottsligheten i staden hade inletts redan 1990, och brottsligheten minskade även i andra stora amerikanska städer under samma period. Under sin tid som borgmästare kritiserades han i samband med flera incidenter av polisbrutalitet. Det mest kända fallet var Amadou Diallo (se Killing of Amadou Diallo) som sköts till döds av fyra civilklädda poliser.
I samband med 11 september-attackerna 2001 hyllades Giuliani för sitt ledarskap som borgmästare i New York. För detta utsågs han till Time magazines Årets Person 2001. Den 13 februari 2002 tilldelades han även den Brittiska Imperieorden av Elizabeth II för sin insats. På senare tid har han dock kritiserats för sin hantering av 11 september-attackerna. Bland kritikerna finns det största fackförbundet för brandmän i USA, som har hävdat att Guilianis misstag efter attackerna ledde till flera brandmäns död. Giuliani hävdar att anklagelserna är en del av en politisk kampanj mot honom.

## Presidentkandidat 2008
Giuliani tillkännagav i februari 2007 att han ställde upp som kandidat i det amerikanska presidentvalet 2008 och han var då en av de mest populära republikanska presidentkandidaterna. Guiliani anses tillhöra den mer liberala falangen inom det republikanska partiet eftersom han bland annat är för fri abort och stamcellsforskning, något som ledde till viss kritik från konservativt kristet håll. Trots detta fick han stöd från tv-predikanten Pat Robertson. Enligt politiska kommentatorer kunde detta vara viktigt för Guilianis stöd bland kristna väljare, trots att han säger sig vara för abort och homosexuellas rättigheter.
Giuliani gick ut med tolv åtaganden som han ville genomföra om han blev vald till president. Det första av dessa var att han skulle se till att "USA är på offensiven i terroristernas krig mot oss". Han åtog sig även bland annat att sätta stopp för den illegala invandringen, sänka skatterna, minska USA:s beroende av utländsk olja, minska antalet aborter, ge medborgarna bättre tillgång till vård genom privata lösningar och stärka USA:s rykte i världen.
Den 30 januari 2008 gav Giuliani upp kampen om att bli USA:s president efter en tredjeplats i det republikanska primärvalet i Florida. Han stödde därefter John McCain, som till slut blev republikanernas presidentkandidat 2008.

## Trumps jurist
Giuliani var under Donald Trumps presidenttid en av Trumps rådgivare inom cybersäkerhet. Från april 2018 ingick han i Trumps juridiska lag.
I juni 2021 förbjöds Giuliani att utöva sitt yrke som jurist i delstaten New York, som var en åtgärd för Giulianis lögnaktiga påstående gällande presidentvalet 2020. I juli fick han ett likadant förbud också i Washington D.C.

## Utmärkelser
- Brittiska imperieorden (Storbritannien, 2002)
- Italienska republikens förtjänstorden (Italien, 2001)[17]
- Sankt Mauritius- och Lazarusorden (huset Savojen, 2001)[18]
- Hjältemodets medalj (Tjeckien, 2002)[19]

## Populärkultur
Rudy Giuliani gjorde en cameoroll i Seinfeld-avsnittet "The Non-Fat Yogurt" 1993. År 2020 var han med i en scen i filmen Borat: Subsequent Moviefilm. I filmen går han med på att intervjuas av Borats "dotter" Tutar. I Tutars hotellrum lägger han sig på sängen och stoppar handen i byxorna. Borat kommer in i rummet, avbryter dem och säger: "She's fifteen. She's too old for you." Giuliani har senare avfärdat detta och hävdat att han egentligen stoppade in tröjan efter att ha tagit av sig mikrofonen.